# USPマネジメント
株式会社USPマネジメントは、大阪市西区に本社を置き、マーケティングのコンセプトである「USP（Unique Selling Proposition）」を基軸に、独自性のある提案やサービスを多角展開する企業。現在は、経営月刊企業情報雑誌「ルーツ」を企画・発行する出版事業、ホテル（USP HOTEL）の運営・オペレーション事業を行っている。

## 出版事業
設立は1996年。国際通信社ホールディングスに所属し、2023年10月に経営月刊企業情報雑誌「ルーツ」創刊した。日本経済を支える経営者たちの軌跡や事業のルーツに焦点を当て、各界の著名人による対面インタビュー形式で経営者の理念や価値観、経営哲学を紹介している。営業用ツール、経営者や組織の記録媒体、ブランディングツールとして活用可能。毎月1日の雑誌発行、電子書籍、さらに掲載記事をWEB上で閲覧できる「異業種ネットplus」を配信している。

## 不動産事業
2025年春、インバウンド需要の拡大に伴う外国人観光客のニーズに応えるため、ホテル運営、ホテル・民泊等宿泊施設のオペレーション・ブランディング事業を開始。2025年4月に、アクセス抜群の新今宮に「USP HOTEL SHINIMAMIYA」、6月には北堀江に「USP HOTEL KITAHORIE」をオープン。ギャラリーと提携し、アートと宿泊体験を融合したホテルで、各部屋やロビーでアートを楽しめる。